# Casbia farinalis
Casbia farinalis är en fjärilsart som beskrevs av Eduard Rosenstock 1885. Casbia farinalis ingår i släktet Casbia och familjen mätare. Inga underarter finns listade i Catalogue of Life.